# EPrix de Mexico 2024
GP suivant
Le ePrix de Mexico 2024, disputé le 13 janvier 2024, sur le Autódromo Hermanos Rodríguez à Mexico est la 117e épreuve du championnat du monde de Formule E couru depuis 2014. Il s'agit de la 8e édition du ePrix de Mexico comptant pour le championnat du monde et de la première manche du championnat 2023-2024.

## Essais libres

### Première séance, le vendredi de 16 h 25 à 17 h 25
| Pos. | Pilote             | Voiture                  | Chrono         | Écart     |
| ---- | ------------------ | ------------------------ | -------------- | --------- |
| 1    | Jake Hughes        | Mclaren Formula E Team   | 1 min 14 s 364 |           |
| 2    | Pascal Wehrlein    | Porsche Formula E Team   | 1 min 14 s 745 | + 0 s 381 |
| 3    | Nico Müller        | ABT CUPRA Formula E Team | 1 min 14 s 755 | + 0 s 391 |
| 4    | Robin Frijns       | Envision Racing          | 1 min 14 s 784 | + 0 s 420 |
| 5    | Jake Dennis        | Andretti Formula E Team  | 1 min 14 s 477 | + 0 s 624 |
| 6    | Maximilian Günther | Porsche Formula E Team   | 1 min 14 s 887 | + 0 s 523 |

### Deuxième séance, le samedi de 7 h 25 à 8 h
| Pos. | Pilote             | Voiture             | Chrono         | Écart     |
| ---- | ------------------ | ------------------- | -------------- | --------- |
| 1    | Mitch Evans        | Jaguar TCS Racing   | 1 min 13 s 606 |           |
| 2    | Maximilian Günther | Maserati MSG Racing | 1 min 13 s 670 | +0 s 064  |
| 3    | Robin Frijns       | Envision Racing     | 1 min 13 s 738 | + 0 s 132 |
| 4    | Nick Cassidy       | Jaguar TCS Racing   | 1 min 13 s 818 | + 0 s 212 |
| 5    | Stoffel Vandoorne  | DS Penske           | 1 min 13 s 874 | + 0 s 268 |
| 6    | Sébastien Buemi    | Envision Racing     | 1 min 13 s 910 | + 0 s 304 |

## Séance de qualifications

### Phase de groupes
| Groupes  | Groupes | Groupes | Groupes | Groupes | Groupes | Groupes | Groupes | Groupes | Groupes | Groupes | Groupes |
| -------- | ------- | ------- | ------- | ------- | ------- | ------- | ------- | ------- | ------- | ------- | ------- |
| Groupe A | VAN     | FRI     | BIR     | DIG     | NAT     | DAR     | FEN     | TIC     | CAS     | MOR     | WEH     |
| Groupe B | DEN     | SET     | HUG     | GUE     | EVA     | DAC     | BUE     | DEV     | ROW     | JEV     | MUE     |

| Pos. | Pilote            | Écurie                           | Chrono         |
| ---- | ----------------- | -------------------------------- | -------------- |
| 1    | Robin Frijns      | Envision Racing                  | 1 min 13 s 807 |
| 2    | Stoffel Vandoorne | DS Penske                        | 1 min 13 s 848 |
| 3    | Nick Cassidy      | Jaguar TCS Racing                | 1 min 13 s 861 |
| 4    | Pascal Wehrlein   | TAG Heuer Porsche Formula E Team | 1 min 13 s 877 |
| 5    | Sacha Fenestraz   | Nissan Formula E Team            | 1 min 13 s 995 |
| 6    | Sam Bird          | Neom McLaren Formula E Team      | 1 min 14 s 017 |
| 7    | Norman Nato       | Andretti Formula E               | 1 min 14 s 114 |
| 8    | Edoardo Mortara   | Mahindra Racing                  | 1 min 14 s 341 |
| 9    | Jehan Daruvala    | Maserati MSG Racing              | 1 min 14 s 469 |
| 10   | Lucas di Grassi   | ABT CUPRA Formula E Team         | 1 min 15 s 017 |
| 11   | Dan Ticktum       | ERT Formula E Team               | 1 min 15 s 125 |

| Pos. | Pilote                 | Écurie                           | Chrono         |
| ---- | ---------------------- | -------------------------------- | -------------- |
| 1    | Maximilian Günther     | Maserati MSG Racing              | 1 min 13 s 691 |
| 2    | Jake Hughes            | Neom McLaren Formula E Team      | 1 min 13 s 727 |
| 3    | Sébastien Buemi        | Envision Racing                  | 1 min 13 s 745 |
| 4    | Mitch Evans            | Jaguar TCS Racing                | 1 min 13 s 773 |
| 5    | Jean-Éric Vergne       | DS Penske                        | 1 min 13 s 821 |
| 6    | Nico Müller            | ABT CUPRA Formula E Team         | 1 min 13 s 898 |
| 7    | Jake Dennis            | Andretti Formula E               | 1 min 13 s 926 |
| 8    | António Félix da Costa | TAG Heuer Porsche Formula E Team | 1 min 13 s 982 |
| 9    | Sérgio Sette Câmara    | ERT Formula E Team               | 1 min 14 s 012 |
| 10   | Oliver Rowland         | Nissan Formula E Team            | 1 min 14 s 269 |
| 11   | Nyck de Vries          | Mahindra Racing                  | 1 min 14 s 585 |

### Duels de qualifications
|  | Quart de finale | Quart de finale    | Quart de finale |                 |          | Demi-finale     | Demi-finale | Demi-finale |  |  | Finale | Finale          | Finale   |
|  |                 |                    |                 |                 |          |                 |             |             |  |  |        |                 |          |
|  | A3              | Nick Cassidy       | 1:13.826        |                 |          |                 |             |             |  |  |        |                 |          |
|  | A2              | Stoffel Vandoorne  | 1:14.088        |                 |          |                 |             |             |  |  |        |                 |          |
|  | A2              | Stoffel Vandoorne  | 1:14.088        |                 |          | Nick Cassidy    | 1:13.500    |             |  |  |        |                 |          |
|  |                 |                    |                 |                 |          | Nick Cassidy    | 1:13.500    |             |  |  |        |                 |          |
|  |                 |                    | Pascal Wehrlein | 1:13.366        |          |                 |             |             |  |  |        |                 |          |
|  | A4              | Pascal Wehrlein    | Pascal Wehrlein | 1:13.366        | 1:13.366 |                 |             |             |  |  |        |                 |          |
|  | A4              | Pascal Wehrlein    |                 |                 | 1:13.366 |                 |             |             |  |  |        |                 |          |
|  | A1              | Robin Frijns       | 1:12.917        |                 |          |                 |             |             |  |  |        |                 |          |
|  |                 |                    |                 |                 |          |                 |             |             |  |  |        | Pascal Wehrlein | 1:13.298 |
|  |                 |                    |                 | Sébastien Buemi | 1:13.549 |                 |             |             |  |  |        |                 |          |
|  | B3              | Sébastien Buemi    | 1:13.444        |                 |          |                 |             |             |  |  |        |                 |          |
|  | B2              | Jake Hughes        | 1:13.617        |                 |          |                 |             |             |  |  |        |                 |          |
|  | B2              | Jake Hughes        | 1:13.617        |                 |          | Sébastien Buemi | 1:13.241    |             |  |  |        |                 |          |
|  |                 |                    |                 |                 |          | Sébastien Buemi | 1:13.241    |             |  |  |        |                 |          |
|  |                 |                    | Mitch Evans     | 1:13.581        |          |                 |             |             |  |  |        |                 |          |
|  | B4              | Mitch Evans        | Mitch Evans     | 1:13.581        | 1:13.103 |                 |             |             |  |  |        |                 |          |
|  | B4              | Mitch Evans        |                 |                 | 1:13.103 |                 |             |             |  |  |        |                 |          |
|  | B1              | Maximilian Günther | 1:13.505        |                 |          |                 |             |             |  |  |        |                 |          |

### Résultats des qualifications et grille de départ
| Pos. | Pilote                 | Écurie                           | Groupe de qualification | Qualifications Groupe | Qualifications Quart de finale | Qualifications Demi-finale | Qualifications Finale |
| ---- | ---------------------- | -------------------------------- | ----------------------- | --------------------- | ------------------------------ | -------------------------- | --------------------- |
| 1    | Pascal Wehrlein        | TAG Heuer Porsche Formula E Team | A                       | 1 min 13 s 727        | 1 min 13 s 492                 | 1 min 13 s 366             | 1 min 13 s 298        |
| 2    | Sébastien Buemi        | Envision Racing                  | B                       | 1 min 14 s 585        | 1 min 13 s 444                 | 1 min 13 s 241             | 1 min 13 s 549        |
| 3    | Nick Cassidy           | Jaguar TCS Racing                | A                       | 1 min 13 s 516        | 1 min 13 s 826                 | 1 min 13 s 500             |                       |
| 4    | Mitch Evans            | Jaguar TCS Racing                | B                       | 1 min 13 s 731        | 1 min 13 s 103                 | 1 min 13 s 581             |                       |
| 5    | Maximilian Günther     | Maserati MSG Racing              | B                       | 1 min 13 s 858        | 1 min 13 s 505                 |                            |                       |
| 6    | Jake Hughes            | Neom McLaren Formula E Team      | B                       | 1 min 13 s 786        | 1 min 13 s 617                 |                            |                       |
| 7    | Stoffel Vandoorne      | DS Penske                        | A                       | 1 min 13 s 734        | 1 min 13 s 088                 |                            |                       |
| 8    | Robin Frijns           | Envision Racing                  | A                       | 1 min 13 s 867        | 1 min 13 s 836                 |                            |                       |
| 9    | Sacha Fenestraz        | Nissan Formula E Team            | A                       | 1 min 13 s 791        |                                |                            |                       |
| 10   | Jean-Éric Vergne       | DS Penske                        | B                       | 1 min 13 s 878        |                                |                            |                       |
| 11   | Sam Bird               | Neom McLaren Formula E Team      | A                       | 1 min 13 s 844        |                                |                            |                       |
| 12   | Nico Müller            | ABT CUPRA Formula E Team         | B                       | 1 min 13 s 925        |                                |                            |                       |
| 13   | Norman Nato            | Andretti Formula E               | A                       | 1 min 13 s 870        |                                |                            |                       |
| 14   | Jake Dennis            | Andretti Formula E               | B                       | 1 min 13 s 935        |                                |                            |                       |
| 15   | Edoardo Mortara        | Mahindra Racing                  | A                       | 1 min 13 s 967        |                                |                            |                       |
| 16   | António Félix da Costa | TAG Heuer Porsche Formula E Team | B                       | 1 min 13 s 962        |                                |                            |                       |
| 17   | Jehan Daruvala         | Maserati MSG Racing              | A                       | 1 min 14 s 032        |                                |                            |                       |
| 18   | Sérgio Sette Câmara    | ERT Formula E Team               | B                       | 1 min 13 s 987        |                                |                            |                       |
| 19   | Lucas di Grassi        | ABT CUPRA Formula E Team         | A                       | 1 min 14 s 085        |                                |                            |                       |
| 20   | Oliver Rowland         | Nissan Formula E Team            | B                       | 1 min 14 s 057        |                                |                            |                       |
| 21   | Dan Ticktum            | ERT Formula E Team               | A                       | 1 min 14 s 115        |                                |                            |                       |
| 22   | Nyck de Vries          | Mahindra Racing                  | B                       | 1 min 14 s 146        |                                |                            |                       |

## Course

### Classement de la course
| Pos. | no | Pilote                 | Écurie                           | Tours | Temps/Abandon      | Grille | Points |
| ---- | -- | ---------------------- | -------------------------------- | ----- | ------------------ | ------ | ------ |
| 1    | 94 | Pascal Wehrlein        | TAG Heuer Porsche Formula E Team | 37    | 53 min 15 s 506    | 1      | 25 + 3 |
| 2    | 16 | Sébastien Buemi        | Envision Racing                  | 37    | +1 s 162           | 2      | 18     |
| 3    | 37 | Nick Cassidy           | Jaguar TCS Racing                | 37    | +2 s 079           | 4      | 15 + 1 |
| 4    | 7  | Maximilian Günther     | Maserati MSG Racing              | 37    | +5 s 780           | 3      | 12     |
| 5    | 9  | Mitch Evans            | Jaguar TCS Racing                | 37    | +13 s 064          | 5      | 10     |
| 6    | 25 | Jean-Éric Vergne       | DS Penske                        | 37    | +13 s 405          | 10     | 8      |
| 7    | 5  | Jake Hughes            | Neom McLaren Formula E Team      | 37    | +13 s 916          | 6      | 6      |
| 8    | 2  | Stoffel Vandoorne      | DS Penske                        | 37    | +14 s 392          | 8      | 4      |
| 9    | 1  | Jake Dennis            | Andretti Formula E               | 37    | +14 s 767          | 14     | 2      |
| 10   | 17 | Norman Nato            | Andretti Formula E               | 37    | +15 s 312          | 13     | 1      |
| 11   | 22 | Oliver Rowland         | Nissan Formula E Team            | 37    | +15 s 485          | 20     |        |
| 12   | 23 | Sacha Fenestraz        | Nissan Formula E Team            | 37    | +15 s 718          | 9      |        |
| 13   | 48 | Edoardo Mortara        | Mahindra Racing                  | 37    | +16 s 214          | 15     |        |
| 14   | 8  | Sam Bird               | Neom McLaren Formula E Team      | 37    | +20 s 600          | 11     |        |
| 15   | 21 | Nyck de Vries          | Mahindra Racing                  | 37    | +23 s 665          | 22     |        |
| 16   | 18 | Jehan Daruvala         | Maserati MSG Racing              | 37    | +28 s 969          | 17     |        |
| 17   | 51 | Nico Müller            | ABT CUPRA Formula E Team         | 37    | +29 s 424          | 12     |        |
| 18   | 33 | Dan Ticktum            | ERT Formula E Team               | 37    | +1 min 14 s 758    | 21     |        |
| DNF  | 4  | Robin Frijns           | Envision Racing                  | 7     | Accident           | 7      |        |
| DNF  | 13 | António Félix da Costa | TAG Heuer Porsche Formula E Team | 2     | Accident           | 16     |        |
| DNF  | 11 | Lucas di Grassi        | ABT CUPRA Formula E Team         | 2     | Fiabilité          | 19     |        |
| DNS  | 3  | Sérgio Sette Câmara    | ERT Formula E Team               | 0     | Problème technique | 18     |        |

## Classements généraux à l'issue de la course
| Pos. | Pilote             | Écurie    | Points |
| ---- | ------------------ | --------- | ------ |
| 1    | Pascal Wehrlein    | Porsche   | 28     |
| 2    | Sébastien Buemi    | Envision  | 18     |
| 3    | Nick Cassidy       | Jaguar    | 16     |
| 4    | Maximilian Günther | Maserati  | 12     |
| 5    | Mitch Evans        | Jaguar    | 10     |
| 6    | Jean-Éric Vergne   | DS        | 8      |
| 7    | Jake Hughes        | McLaren   | 6      |
| 8    | Stoffel Vandoorne  | DS Penske | 4      |
| 9    | Jake Dennis        | Andretti  | 2      |
| 10   | Norman Nato        | Andretti  | 1      |

| Pos. | Écurie                           | Points |
| ---- | -------------------------------- | ------ |
| 1    | TAG Heuer Porsche Formula E Team | 28     |
| 2    | Jaguar TCS Racing                | 26     |
| 3    | Envision Racing                  | 18     |
| 4    | Maserati MSG Racing              | 12     |
| 5    | DS Penske                        | 12     |
| 6    | McLaren                          | 6      |
| 7    | Andretti                         | 3      |

| Pos. | Écurie     | Points |
| ---- | ---------- | ------ |
| 1    | Jaguar     | 34     |
| 2    | Porsche    | 30     |
| 3    | Stellantis | 20     |
| 4    | Nissan     | 6      |